# Resistencia de Urfa

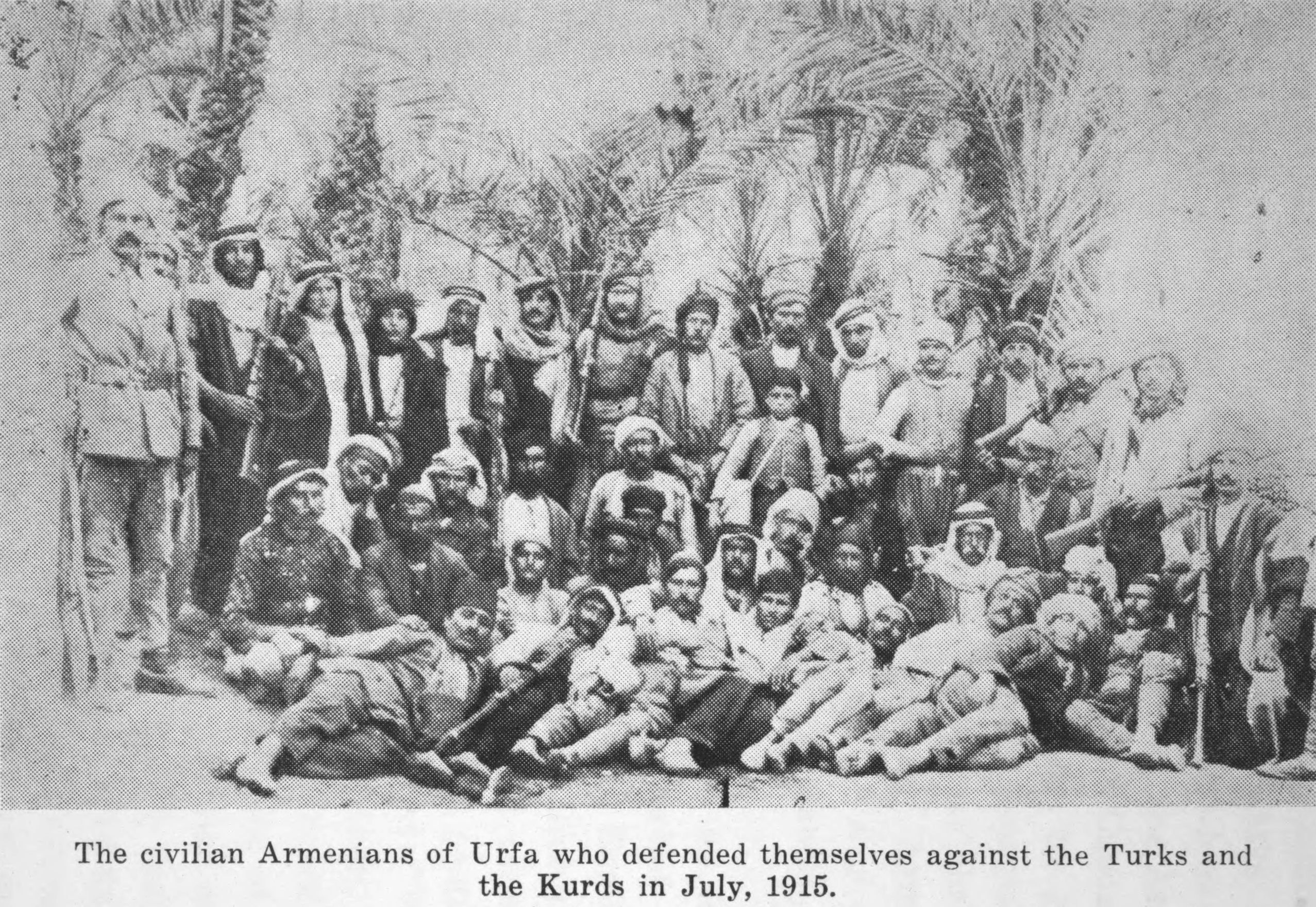

La resistencia armenia en Urfa fue una resistencia llevada adelante por el pueblo armenio como reacción a las actividades turcas, durante el Genocidio Armenio. La resistencia fue sofocada después de la intervención alemana. El coronel Eberhard conde Wolfskeel von Reichenberg fue el encargado de que la artillería disparara contra las posiciones de la resistencia armenia.
El 27 de mayo de 1915, cientos de armenios fueron detenidos por las autoridades otomanas en Urfa. El resto organizó una reunión para hallar una solución al problema. La gente tenía diferentes propuestas, pero Mugerdich Yotneghparian y sus partidarios eran de los pocos que preferían luchar hasta la muerte en lugar de rendirse ante el enemigo. Acontecimientos anteriores -como la masacre de Adana en 1909- le hicieron más cauteloso con el nuevo gobierno joven-turco y la restablecida constitución turca.
Así, el carismático Mugerdich Yotneghaparian organizó la resistencia de los combatientes armenios en casas de piedra muy bien fortificadas, la cual duró dieciséis días, mas finalmente fue destrozada con la ayuda de un nuevo contingente de seis mil soldados turcos equipados con artillería pesada, a cargo del coronel Conde Eberhard Wolfskeel von Reichenberg. Yotneghparian se suicidó con la última bala.